# ماوريسيو بولانوس
ماوريسيو بولانوس (بالإسبانية: Mauricio Bolaños)‏ هو دراج سلفادوري، ولد في 16 يناير 1939 في سان مارتن (سان سلفادور) في السلفادور.

## وصلات خارجية
- ماوريسيو بولانوس على موقع أرشيف الدراجات (الإنجليزية)
- ماوريسيو بولانوس على موقع إحصائيات الدراجات الإحترافية (الإنجليزية)
- ماوريسيو بولانوس على موقع أوليمبيديا (الإنجليزية)